# Industrie- und Handelskammer Erfurt

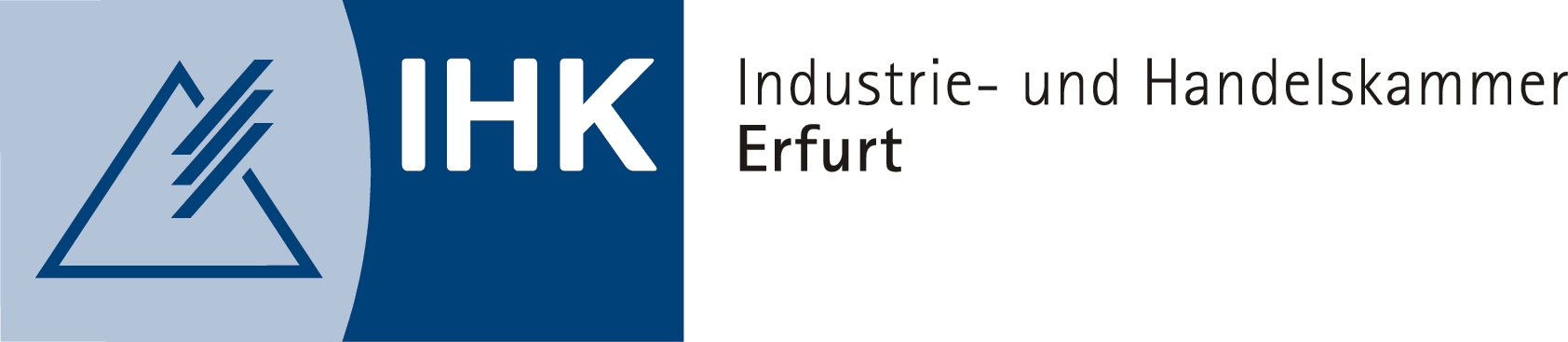
Logo der IHK Erfurt

Die Industrie- und Handelskammer Erfurt ist eine Industrie- und Handelskammer mit Sitz in Erfurt. Ihr gehören rund 59.000 Unternehmen der Region Nord-, Mittel- und Westthüringen an.

## Geschichte
1845 fand erstmals eine Wahl zur Handelskammer Erfurt als Interessenvertretung der Handels- und Gewerbetreibenden statt. Sie war damals eine der ersten in der damaligen preußischen Provinz Sachsen. 1923 wurden die elf in Thüringen bestehenden IHKs zu drei IHKs in Gera, Weimar und Sonneberg zusammengefasst. Nach der Machtübernahme durch Hitler 1933 erfolgte die Gleichschaltung der IHK Erfurt und wurde ab 1934 dem Reichswirtschaftsminister unterstellt, der weitreichend in die Befugnisse von Wirtschaftsverbänden eingriff. 1942 wurde die IHK aufgelöst und in die Gauwirtschaftskammer Thüringen mit Sitz in Weimar überführt. Nach Beendigung des Zweiten Weltkrieges erfolgte 1946 die Gründung einer IHK Thüringen. Mit Auflösung der Länder und der Gründung von Bezirken in der DDR wurde die Tätigkeit der IHK Thüringen 1953 beendet und in neue Strukturen der Industrie- und Handelskammer der DDR überführt.
Nach der politischen Wende 1989 erfolgte die Neugründung der Industrie- und Handelskammer in Erfurt am 15. Mai 1990.

## Sitz
Die IHK Erfurt hat ihren Sitz in der Thüringer Landeshauptstadt Erfurt. In der gesamten Fläche des Kammerbezirks in Nord-, Mittel- und Westthüringen ist die IHK Erfurt mit Regionalbüros (RB) vertreten.

## Organisation
Die Industrie- und Handelskammer (IHK) Erfurt vertritt die Interessen von rund 59.000 Unternehmen in Nord-, Mittel- und Westthüringen (Stand: 1. Januar 2023) und setzt sich gegenüber Politik, Verwaltung und Öffentlichkeit für die Interessen der Unternehmen ein.
Die IHK Erfurt bietet Beratungs- und Serviceleistungen für ihre Mitgliedsunternehmen an. Sie fördert die Gründung von Unternehmen, die duale Ausbildung, unterstützt den Einstieg in neue Märkte, informiert zu rechtlichen Fragestellungen und über aktuelle wirtschaftspolitische Themen.
An der Spitze der IHK stehen der Präsident Peter Zaiß sowie die Hauptgeschäftsführerin Cornelia Haase-Lerch.

## Geschäftsfelder
Die Arbeit der Industrie- und Handelskammer konzentriert sich auf die Säulen der Interessenvertretung, der Hoheitlichen Tätigkeit sowie der Servicedienste für die Wirtschaft.
Die Struktur der IHK Erfurt ist in vier Kompetenzfelder gegliedert:
- Hauptgeschäftsführung mit Kommunikation und Interessenvertretung
- Unternehmensförderung
- Aus- und Weiterbildung
- Zentrale Dienste | Recht und Steuern

## Personen

### Präsidenten
- Sebastian Lucius (1845 bis 1857)
- Julius Kallmeyer (1858 bis 1862)
- Julius Hoffmann (1863 bis 1866)
- Ferdinand Lucius (1867 bis 1871)
- Hermann Stürcke (1872 bis 1882)
- Ferdinand Lucius (1883 bis 1906)
- Fritz Wolff (1907 bis 1911)
- Friedrich Benary (1912 bis 1916)
- August May (1916 bis 1933)
- Kurt Gronwald (1946 bis 1948) (IHK Thüringen)
- Walter Ritzmann (1948 bis 1953) (IHK Thüringen)
- Reinhold Sippel (1990)
- Niels Lund Chrestensen (1990 bis 2010)
- Dieter Bauhaus (2010 bis 2025)
- Peter Zaiß (seit 2025)

### Ehemalige Hauptgeschäftsführer
- Gerald Grusser (1998–2019)
- Cornelia Haase-Lerch (seit 2019)